# Роклор
Рокло́р (фр. Roquelaure) — коммуна во Франции, находится в регионе Юг — Пиренеи. Департамент — Жер. Входит в состав кантона Ош-Нор-Уэст. Округ коммуны — Ош.
Код INSEE коммуны — 32348.

## География
Коммуна расположена приблизительно в 590 км к югу от Парижа, в 75 км западнее Тулузы, в 9 км к северу от Оша.
На востоке коммуны протекает река Жер.

## Климат
Климат умеренно-океанический. Лето жаркое и немного дождливое, температура часто превышает 35 °С. Зимой часто бывает отрицательная температура и ночные заморозки. Годовое количество осадков — 700—900 мм.

## Население
Население коммуны на 2010 год составляло 580 человек.
| 1962 | 1968 | 1975 | 1982 | 1990 | 1999 | 2010 |
| ---- | ---- | ---- | ---- | ---- | ---- | ---- |
| 432  | 424  | 338  | 392  | 464  | 453  | 580  |

## Администрация
| Период | Период | Фамилия       | Партия | Примечания |
| ------ | ------ | ------------- | ------ | ---------- |
| 2001   | 2020   | Мишель Бейлак |        |            |

## Экономика
В 2010 году среди 378 человек трудоспособного возраста (15-64 лет) 292 были экономически активными, 86 — неактивными (показатель активности — 77,2 %, в 1999 году было 73,3 %). Из 292 активных жителей работали 281 человек (146 мужчин и 135 женщин), безработных было 11 (7 мужчин и 4 женщины). Среди 86 неактивных 23 человека были учениками или студентами, 39 — пенсионерами, 24 были неактивными по другим причинам.

## Достопримечательности
- Церковь Св. Власия (XIII век). Исторический памятник с 1979 года[4]
- Замок Рьёфор[фр.] (XVII век). Исторический памятник с 1967 года[5]

## Фотогалерея
- Мэрия и военный мемориал
- Церковь Св. Власия
- Башня Аркамон
- Статуя Девы Марии